# Bondigui (departamento)
Bondigui é um departamento ou comuna da província de Bougouriba no Burkina Faso. A sua capital é a cidade de Bondigui.
Em 1 de julho de 2018 tinha uma população estimada em 25070 habitantes.